# 劇団青俳
劇団青俳（げきだんせいはい）は、かつて存在した日本の劇団である。1954年から1979年に倒産するまで多くの俳優を輩出した。

## 概要
元・劇団俳優座の木村功が、西村晃、岡田英次、山内明の3人に呼びかけて、木村と元・新協劇団の岡田英次、織本順吉、清村耕次、元・文学座の金子信雄と、民衆芸術劇場や劇団俳優座でマネージメントをしていた本田延三郎らとで1952年に設立した「青年俳優クラブ」を前身とする。織本は、元々は飲み仲間の集まりであったと証言している。1954年10月、名称を劇団青俳と改め、映画製作にも関与。1950年代の半ばまでに高原駿雄、蜷川幸雄、西村晃、高津住男、小松方正、川合伸旺、梅津栄、青木義朗、倉橋健、佐藤信らが参加する。
1960年代には、蟹江敬三、石橋蓮司、宮本信子、真山知子、斉藤晴彦、横山リエ、本田博太郎、1970年代に三田村邦彦、森達也らが在籍し、1966年には、第1回紀伊國屋演劇賞を団体として受賞するなど、一時は舞台だけでなく放送や映画界の無視できない勢力を有した。
1968年分裂し、岡田英次が清水邦夫、蟹江敬三、蜷川幸雄らの「現代人劇場」に参加。1970年には社長だった本田延三郎も離れ、テレビ・映画で活躍する著名俳優が次々と移籍、独立し、看板俳優が木村功、織本順吉だけとなっていた。1979年11月25日、多額の負債を抱え倒産した。

## 劇団の歩み
- 1952年、「青年俳優クラブ」として、結成。劇団経営のノウハウをもつ本田延三郎[8]が経営陣を務める。
- 1953年、高原駿雄が文学座を退団して参加。同年10月、第1回公演『フォスター大佐告白する』（ロジェ・ヴァイアン作、倉橋健演出）[5][出典無効]を俳優座劇場で開催。
- 1954年から「青年俳優クラブ」名義で、独立プロの山本薩夫監督『日の果て』、新東宝の市川崑監督『億万長者』など映画製作にも関与。同年10月、「劇団青俳」正式に結成[9]。
- 1955年、高津住男入団。
- 1957年に「劇団青俳」名義で今井正監督の映画「純愛物語」に出演。
- 1962年、真山知子が入団。
- 1964年、宮本信子が入団。
- 1965年、石橋蓮司が養成所に入所。
- 1966年、「オッペンハイマー事件」、「あの日たち」、「地の群れ」公演に対し、第1回紀伊國屋演劇賞を団体として受賞[10]。同年、退団を慰留されていた清村耕次が自殺[11]。
- 1968年、劇団が分裂。岡田英次、清水邦夫、蜷川幸雄、真山知子、石橋蓮司、蟹江敬三らが退団し「現代人劇場」を旗揚げする。
- 1969年2月、俳優座劇場で劇団再建第1回公演、『神島』（大城立裕作、竹内敏晴演出）上演。5月末、俳優座劇場でイタイイタイ病に題材を得た『神通川』（今井正演出）公演[5][出典無効]。
- 1970年、創立者の本田延三郎社長が退社[8]。
- 1975年、森達也が入団。
- 1976年4月、渡辺えり子、演出部に入団。翌年退団。
- 1979年11月25日、倒産声明。負債は総額2億2,800万円[7]。当時の劇団員は20人、研究生26人、養成所生110人、スタッフ8人[6][出典無効]。同年12月6日初日の最後の公演『イカロスの空』を上演して解散。
- 1980年4月28日、創立メンバーの一人・木村功を代表者とする劇団青俳が同社松本亘弘社長を相手取り、「松本社長が勝手に劇団の金を着服、これが解散の一因になった」として、7,884万円の損害賠償を求める民事裁判を東京地裁に起こした[7]。訴状によると松本社長は1973年1月頃から、木村らのサインなどを偽造して、木村に対する仮払いの名目により、劇団経理から158回、計1,937万円を引き出し、勝手に使うなどしたというもの[7]。